# 莫愁女 (民間故事)
明朝永樂年間，中山王徐達之孫徐澄，與府中丫環莫愁相愛，然徐達之妻、徐澄之祖母謝氏與當時丞相訂下與邱彩雲之婚約。邱氏得知徐達與莫愁的關係後，用計挖去莫愁雙眼，莫愁憤恨投湖，徐澄隨之殉情。此後滄浪湖被改名為莫愁湖。
此故事於1963年被張弦、張震麟改編為越劇，於80年代被李英群改編為潮劇。